# 達妮艾爾·盧梭
達妮艾爾·盧梭（Danielle Rousseau），是美國廣播公司懸疑類電視連續劇《迷失》的角色之一，由米拉·弗蘭（Mira Furlan）飾演。在1988年是一支科研隊伍的成員，因為接收到神秘信號而困於島上。登上島時已有7個月身孕，並於島上生下了女兒艾莉克斯。多次幫助815航班的生還者，最終於第四季的第8集（Meet Kevin Johnson）中，帶同女兒艾莉克斯、女兒的男朋友卡爾前往「其他人」的神殿，途中被克米的僱傭兵團埋伏並射殺於叢林中。

## 角色生平

### 登上小島
在1988年，她是一支六人科研隊伍的成員，他們正在南太平洋進行科研調查，當時她已經有7個月的身孕。隊伍的船隻接收到神秘的信號，一把男聲不斷重複著「4 8 15 16 23 42」，因此隊伍轉向調查這個信號。接近島嶼時，船隻的儀器失靈，並遇到風暴，船隻因而觸礁擱淺，無法修復。隊伍於是登上小島，並在途中救起時空轉移至1988年的真秀。
登上小島的第二天，隊伍出發前往調查信號的來源。在途中，黑煙襲擊並殺死了他們的一員，Nadine，並捉走了另一名隊員，Montand。小隊試圖救回被黑煙拉入神殿下的洞穴的Montand，但是失敗了。稍後，他們聽到Montand在洞穴中，於是隊伍進八洞穴想救回他，盧梭亦打算進入洞穴，但被即將時空轉移的真秀以她懷孕了的理由阻止。兩個月後，真秀重新出現，並目擊了盧梭因為她的隊友被「感染」了而射殺了他們。
1989年，盧梭生下了艾莉克斯，並與她一同住在海邊的帳篷。同時，班在查爾斯·威德摩（Charles Widmore）的命令下，前來殺死盧梭，但因為發現了艾莉克斯，因此班偷走了艾莉克斯，並放過了盧梭一命。